# Drávaszerdahely
Drávaszerdahely é um município da Hungria, situado no condado de Baranya. Tem 6,24 km² de área e sua população em 2019 foi estimada em 168 habitantes.